# ريناتو كوتنيك
ريناتو كوتنيك (بالسلوفينية: Renato Kotnik)‏ هو لاعب كرة قدم سلوفيني في مركز الوسط، ولد في 1 مارس 1970. لعب مع نادي ماريبور.